# هران ديان (تبن)

تعديل مصدري - تعديل

هران ديان هي إحدى قرى عزلة الحوطة بمديرية تبن التابعة لمحافظة لحج، بلغ تعداد سكانها 2210 نسمة حسب تعداد اليمن لعام 2004.